# ديف ميلر (لاعب كرة قدم بريطاني)
ديف ميلر (بالإنجليزية: Dave Millar)‏ هو لاعب كرة قدم بريطاني في مركز مهاجم داخلي، ولد في 1 مارس 1945 في Gourock ‏ في المملكة المتحدة. لعب مع ريث روفرز.